# Миклашевський Михайло Андрійович
Михайло Андрійович Миклашевський  (нар. близько 1640 — пом. 30 березня 1706) — український військовий і державний діяч кінця XVII, початку XVIII століть. Стародубський полковник. Соратник гетьмана Мазепи.

## Біографія
З 1671 року — військовий товариш, з 1675 року — глухівський городовий отаман, в 1679-82 — ніжинський полковий осавул, з 1682 року — генеральний хорунжий, а з 1683 року — генеральний осавул. У 1689–1706 — стародубський полковник. Активно проводив колонізацію земель північної Гетьманщини, був меценатом українського мистецтва (збудував собор св. Юрія в Києво-Видубицькому монастирі). Миклашевський входив до старшинської опозиції, яка виступала проти офіційної політики гетьмана Івана Мазепи. В 1703 році вів таємні переговори з литовсько-польськими політиками про можливість входження України поряд з Польщею і Литвою третім рівноправним членом Речі Посполитої на умовах Гадяцького договору 1658. Загинув під час облоги шведською армією Несвіжу. Похований спочатку у Стародубі, згодом перепохований у церкві Св. Юрія (Георгіївській) в Києво-Видубицькому монастирі, якої був фундатором. Для монастиря був виконаний і портрет полковника, з таким написом: «Михаил Миклашевский его царского пресветлого величества войск Запорожских полковник Стародубовский, блаженный и приснопамятный создатель в сей Выдубецкой святой обители двох камянных храмов, одного в память бывшаго в Колоссаех чудес от архистратига Михаила, а другаго с трапезою святого великомученика Георгия. Бывши на брани 1706 года убит шведами в полском местечку Несвижу. В сем рукотворенном храме телом, душою же в вышнем нерукотворенном почивает. Вечная ему буди память».

## Цікаві факти
Особистим гербом Михайла Миклашевського був бойовий лук і перехрещені стріли вістрями униз, на блакитному тлі. Зображення цього герба збереглося до наших днів у Києві, над входом до трапезної Видубицького монастиря. На посмертному портреті Миклашевського ми бачимо цей герб уже на червоному тлі, але первісний, блакитний вигляд він має на відновлених Лядських воротах на Майдані Незалежності у Києві, куди потрапив випадково.

## Вшанування пам'яті
У місті Глухів є вулиця Миклашевських.

## Галерея

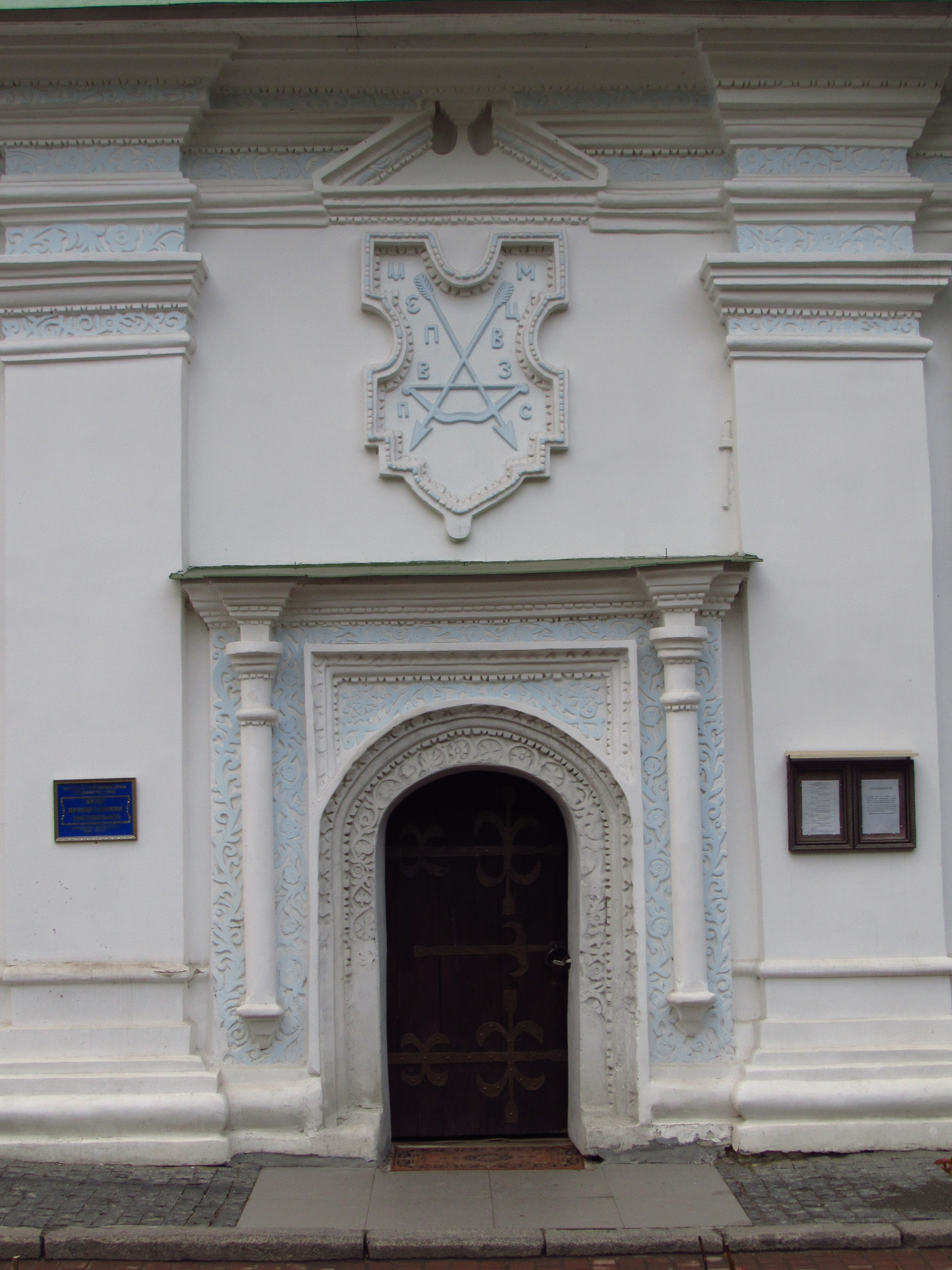
Герб Михайла Миклашевського у Видубицькому монастирі.
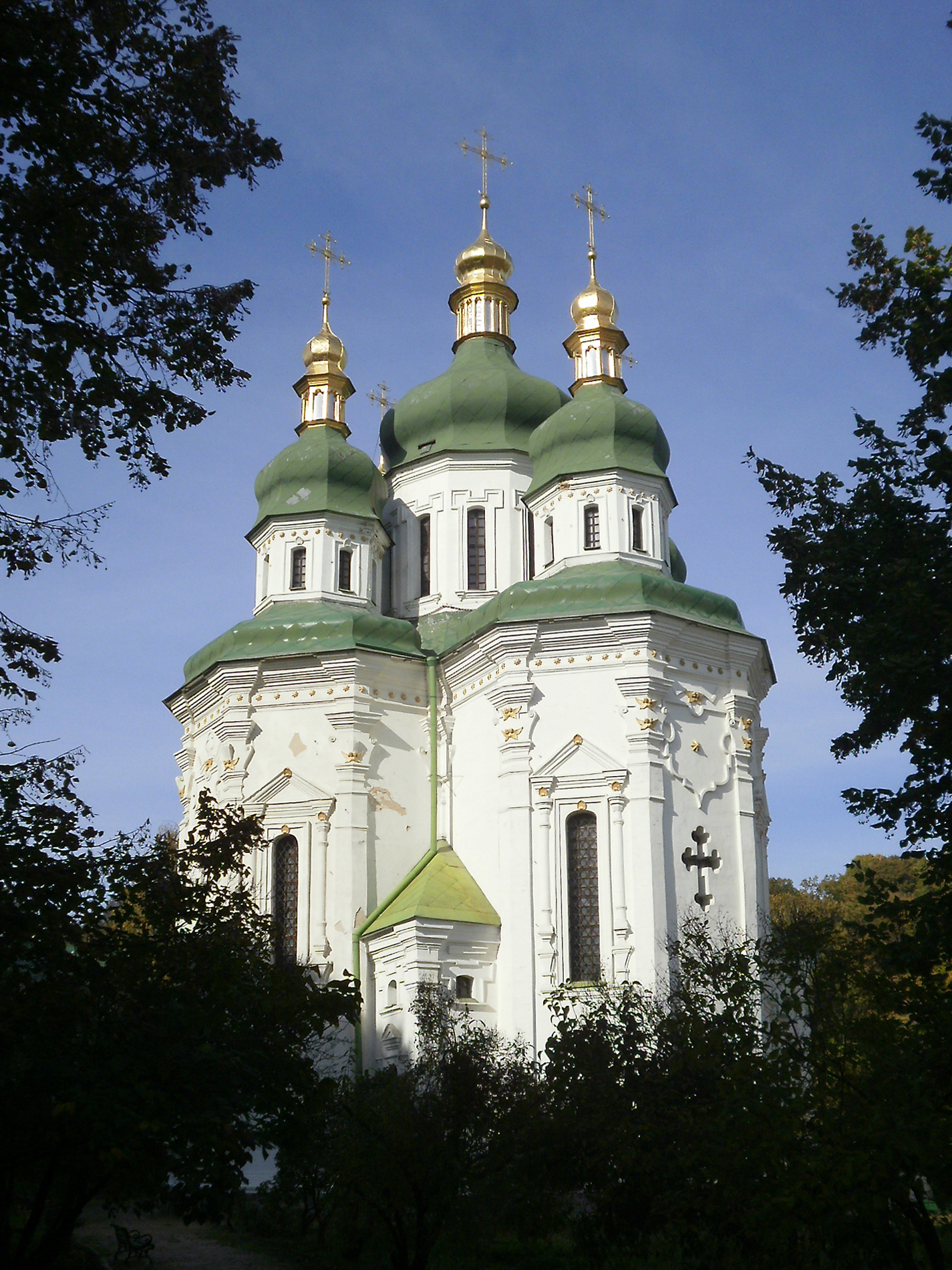
Георгіївський собор Видубицького монастиря. Збудований за фінансування полковника Миклашевського.